# 한암

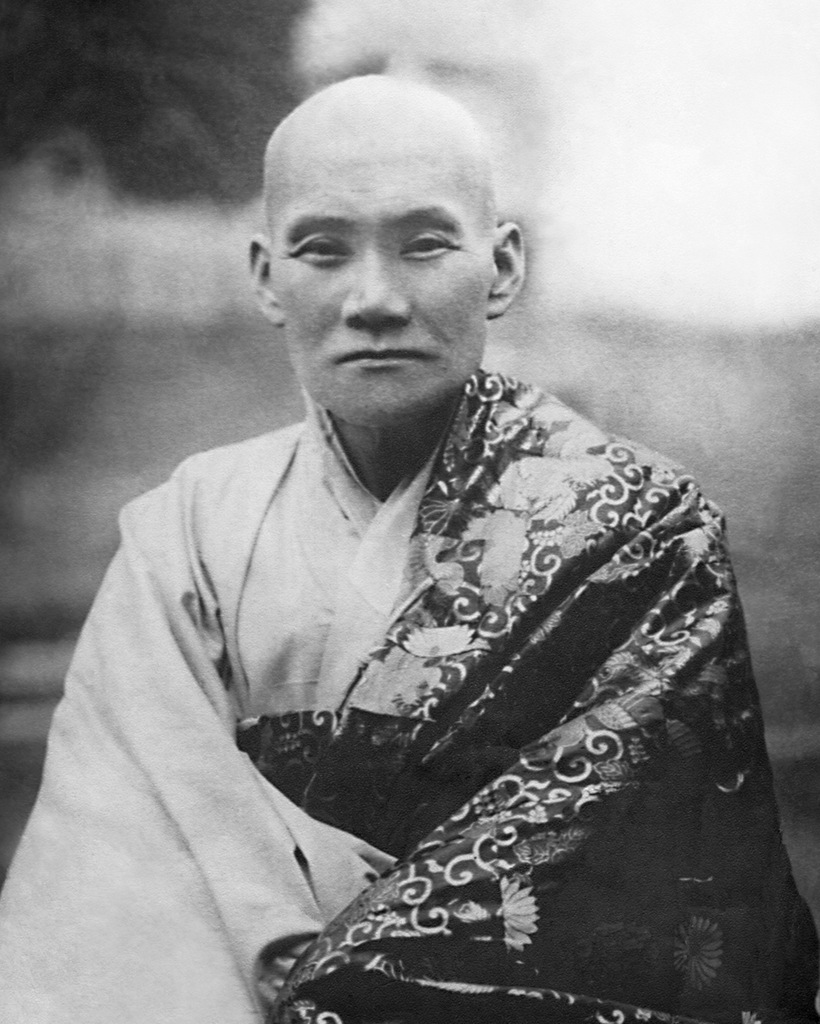

중원(重遠, 일본식 이름: 山川重遠, 1876년~1951년)은 대한민국의 승려이다. 법호는 한암(漢巖)이며, 중원(重遠)은 법명이다. 속성은 방(方)이고 속명은 알려지지 않았다. 본관은 온양이다.
흔히 방한암 선사로 불리며, 영호정호(映湖鼎鎬), 경허성우와 함께 근세 한국 불교계를 대표하는 승려로 한국 불교계에 큰 족적을 남겼다.

## 생애
9세에 서당에서 공부했으며, 22세에 금강산 장안사에서 수도생활을 시작했다. 성주 청암사 수도암에서 경허성우의 설법을 들었고, 30세가 되던 1905년에는 양산 통도사 내원선원의 관실이 되었다.
1910년에 맹산 우두암에서 수도했고, 개오의 경지에 들었다. 한암 스님은 상원사에 승려 연합수련소에서 제자들에게 《금강경》을 많이 가르친다.
금강산 지장암, 서울의 봉은사를 돌다가 50세 때 오대산 상원사에 들어가 입적할 때까지 27년간 한번도 동구 밖을 나가지 않았다.
1951년 가벼운 병을 얻은 지 1주일 만에 76세로 입적했다. 죽 한 그릇과 차 한 잔을 마신 뒤 가사 장삼을 정제하고 선상에 단정히 앉아 참선하는 듯이 숨을 거두었다.

## 일화
한국전쟁 당시 북한 게릴라군의 거점이 될 수 있다는 이유로 월정사에 불을 질러 태운 국군이 상원사까지 태워 없애려 했을 때, 승려들에게 절을 불태워야 하니 하산하라고 권하는 군인들 앞에서 가사를 갖추어 입고 법당에 정좌해 "내 몸을 함께 태워 부처께 공양하겠다"며 하산을 거부, 군인들이 하는 수 없이 절의 모든 문짝을 떼어 쌓아놓고 불을 질러 연기를 내어서 절이 불타는 것처럼 보이게 한 뒤 철수했고, 상원사는 불타지 않고 보존될 수 있었다. 선우휘의 소설 《상원사》는 이 일을 다룬 소설이다.

## 관련 문화재
- 한암스님 가사(등록문화재 제645호)

## 참고 문헌
- 이 문서에는 다음커뮤니케이션(현 카카오)에서 GFDL 또는 CC-SA 라이선스로 배포한 글로벌 세계대백과사전의 내용을 기초로 작성된 글이 포함되어 있습니다.